# 56172 Véroniquesanson
56172 Véroniquesanson è un asteroide della fascia principale. Scoperto nel 1999, presenta un'orbita caratterizzata da un semiasse maggiore pari a 2,683668 UA e da un'eccentricità di 0,105982, inclinata di 3,994558° rispetto all'eclittica. Ha un diametro di 7,653 km e un'albedo di 0,040.
È dedicato a Véronique Sanson, cantautrice e attrice francese.